# 机场飞行区指标
机场飞行区指标（英語：aerodrome reference code）是用以識別飛行場（如民航機場的跑道）性能及規格的國際標準。
跑道性能決定飛機是否可以使用機場，指標由一個數字和一個英文字母組成。
數字（代码）按飛機性能所相應的跑道性能和障礙物的限制，分为1、2、3、4四个等级。
字母（代字）按飛機尺寸所要求的跑道和滑行道寬度分級，分为A、B、C、D、E、F六个等级。

## 飞行区指标
| 分级 | 飞机基准飞行场地长度   |
| ---- | ---------------------- |
| 1    | 小于800米              |
| 2    | 800米至1200米（不含）  |
| 3    | 1200米至1800米（不含） |
| 4    | 1800米及以上           |

| 分级 | 翼展               |
| ---- | ------------------ |
| A    | 小于15米           |
| B    | 15米至24米（不含） |
| C    | 24米至36米（不含） |
| D    | 36米至52米（不含） |
| E    | 52米至65米（不含） |
| F    | 65米至80米（不含） |

## 常见机场等级指标
| 机场飞行区等级 | 飞机基准飞行场地长度   | 翼展               |
| -------------- | ---------------------- | ------------------ |
| 4F级机场       | 1800米及以上           | 65米至80米（不含） |
| 4E级机场       | 1800米及以上           | 52米至65米（不含） |
| 4D级机场       | 1800米及以上           | 36米至52米（不含） |
| 4C级机场       | 1800米及以上           | 24米至36米（不含） |
| 3C级机场       | 1200米至1800米（不含） | 24米至36米（不含） |
| 2B级机场       | 800米至1200米（不含）  | 15米至24米（不含） |

## 引用
1. ↑   (PDF). 中华人民共和国民用航空行业标准. 2013-08-01  [2015-07-30]. （原始内容 (PDF)存档于2016-08-12）.

【规范】MH 5001-2021民用机场飞行区技术标准（2022-02版本） （页面存档备份，存于）